# Calanthe albolilacina
Calanthe albolilacina är en orkidéart som beskrevs av Johannes Jacobus Smith. Calanthe albolilacina ingår i släktet Calanthe och familjen orkidéer.
Artens utbredningsområde är Java. Inga underarter finns listade i Catalogue of Life.